# (76272) De Jong
(76272) De Jong est un astéroïde de la ceinture principale.

## Description
(76272) De Jong est un astéroïde de la ceinture principale. Il fut découvert le 8 mars 2000 à Haleakala par le programme NEAT. Il présente une orbite caractérisée par un demi-grand axe de 2,77 UA, une excentricité de 0,27 et une inclinaison de 10,2° par rapport à l'écliptique.

## Compléments